# Festival du cheval de Litang
 (février 2019).
Si vous disposez d'ouvrages ou d'articles de référence ou si vous connaissez des sites web de qualité traitant du thème abordé ici, merci de compléter l'article en donnant les références utiles à sa vérifiabilité et en les liant à la section « Notes et références ».
La festival du cheval de Litang est une fête annuelle se déroulant entre juin et juillet, dans le xian de Litang, dans le Kham, ancienne province du Tibet, aujourd'hui au Sichuan en Chine, où a lieu des courses de chevaux et du tir à l'arc.